# Johann August Dathe

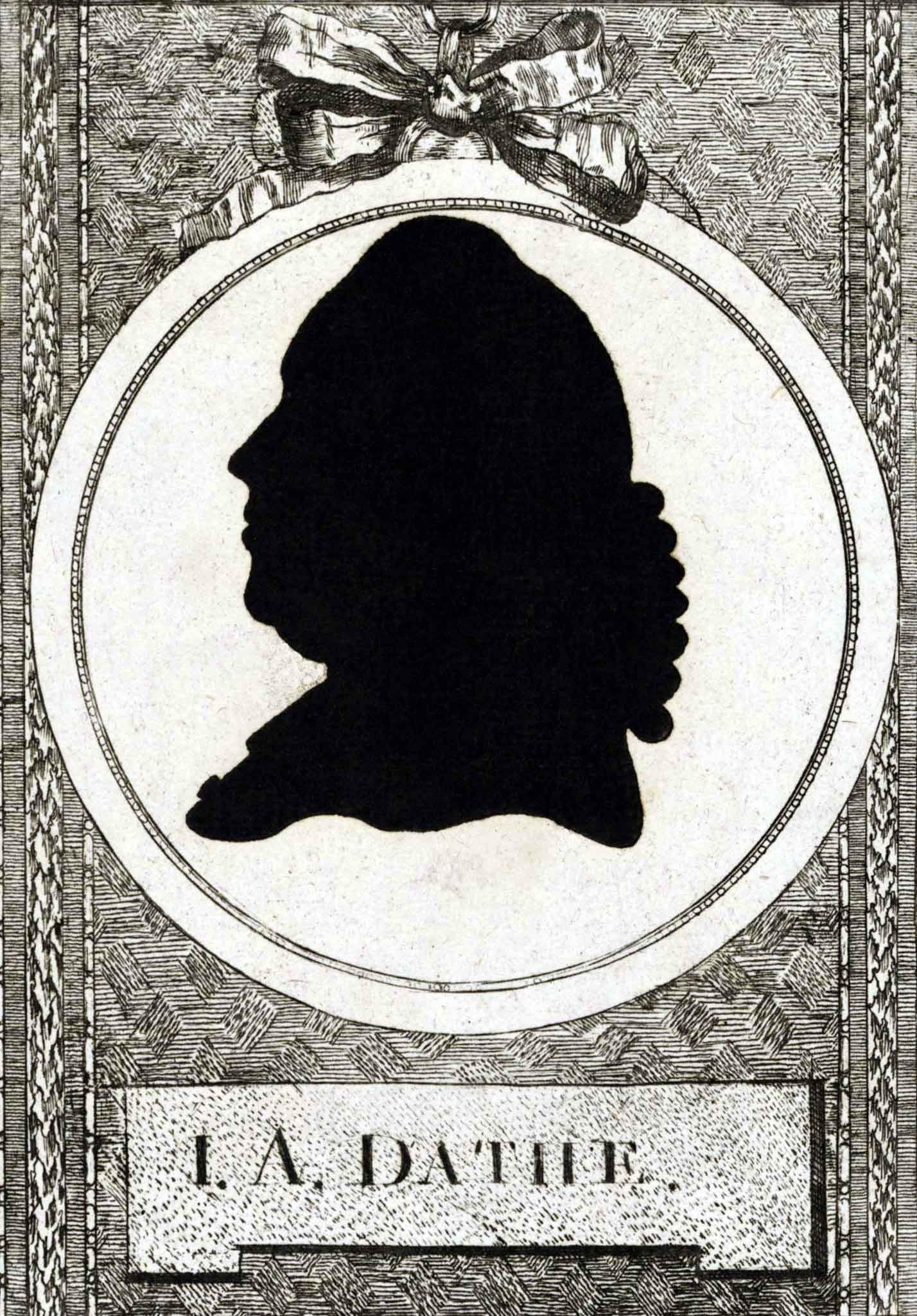
Johann August Dathe

Johann August Dathe (auch: Dathius, Leucopetraeus; * 4. Juli 1731 in Weißenfels; † 17. März 1791 in Leipzig) war ein deutscher Orientalist (Sprachwissenschaftler).

## Leben
Johann August wurde als Sohn des Weißenfelser Sächsischen Rates und Amtsvogts Georg Wilhelm Dathe († 26. März 1755 in Weißenfels) und dessen erster Frau Johanne Magdalene Eulenburg († 29. Mai 1737 in Weißenfels) geboren. Er besuchte das Gymnasium in Naumburg und immatrikulierte sich am 2. Juni 1751 an der Universität Wittenberg, wo er unter Karl Gottlob Sperbachs Leitung neben theologischen Studien besonderes Augenmerk auf die Orientalistik legte. Am 15. Juni 1754 wechselt er zur Universität Leipzig, an der er seine philologischen Studien unter seinem späteren Schwager Johann August Ernesti fortsetzte und im Besonderen die Vorlesungen der morgenländischen Sprachen bei Johann Jacob Reiske und Heinrich Michael Hebenstreit (1745–1786) besuchte. Hier erwarb er sich 21. Dezember 1754 das Baccalaurat der philosophischen Wissenschaften.
Danach wechselte er 1756 an die Universität Göttingen, wo er sich mit der Arbeit De Orgiene interpretationis librorum s. grammaticae  autore den Grad eines Magisters der Philosophie erwarb und sich 1757 daselbst mit der Abhandlung Disputatio philologigico-critica in aquilae reliquias interpretatione Hoseae habilitierte. 1759 erwarb er sich in Göttingen das Baccalaurat der Theologie. Nach Leipzig zurückgekehrt, erhielt er dort am 30. September 1762 eine außerordentliche Professur für orientalische Sprachen und Hebraistik an der theologischen Fakultät. In Göttingen avancierte er am 21. September 1769 zum Lizentiaten und Doktor der Theologie, mit der Abhandlung De ordine pericoparum biblicarum non mutando.
Als Leipziger Hochschullehrer versuchte er seinen Studenten in belebender Weise die orientalischen Sprachen zu vermitteln, bevor er an einer Unterleibsentzündung verstarb. Sein Nachfolger wurde Gottlieb Immanuel Dindorf. Dathe war zeitlebens unverheiratet gewesen. Er stiftete ein Legat für die Universitätsbibliothek, wurde 1785 Senior der theologischen Fakultät und lenkte im Wintersemester 1785/86 als Rektor der Alma Mater deren Geschicke.

## Veröffentlichungen (Auswahl)
- Disputatio historico-critica de Origene interpretationis librorum SS. grammaticae auctore. Präs.: Johann August Ernesti. Leipzig 1756
- Diss. in Aquilae reliquias interpretationis Hoseae. Leipzig 1756
- Sendschreiben an den Hrn Verfasser der Erlangischen gelehrten Anmerkungen und Nachrichten. Leipzig 1758
- Diss. de caussis, cur Logici subtilissimi in praeceptis saepe parum subtiles in eorum usu? Leipzig 1760
- Diss. de ordine pericoparum biblicarum non mutando. Leipzig 1760
- Diss. in Canticum Mosis Deut. XXXII. Leipzig 1760
- De Anaxarcho philosopho eudaimonico. Leipzig 1762 (Online)
- Prolvsio De Difficvltate Rei Criticae In Vet. Test Cavte Diivdicanda. Leipzig 1762 (Online)
- Progr. de Ratione Consensvs Versionis Chaldaicae Et Syriacae Proverbiorvm Salomonis. Leipzig 1764 (Online)
- Psalterivm Syriacvm. Halle (Saale), 1768 (Online)
- Prophetae minores ex recensione textus Hebraei et versionum antiquarum Latine versi notisque philologicis et criticis Illustrati. Halle, 1773; Halle (Saale), 1779 (Online); Halle (Saale), 1785 (Online); 3. Aufl. Halle (Saale) 1790; Halle (Saale) 1831 (Online)
- Sal. Glassii Philologia Sacra His Temporibus Accomodata. 1, Grammatica Et Rhetorica Sacra. Leipzig, 1776 (Online)
- Sal. Glassii Philologia Sacra His Temporibus Accomodata. 2, Rhetorica Sacra. Leipzig 1776 (Online)
- Briani Waltoni In Biblia Polyglotta Prolegomena. Leipzig, 1777 (Online)
- Pentateuchus, ex recensione textus Ebraei et versionum antiquarum Latine versus notisque philologicis et criticis illustratus. Halle (Saale) 1779; Halle (Saale), 1781 (Online); Halle (Saale) 1785;
- Libri historici veteris Testam. Josua, Judices, Ruth, Samuel, Reges, Chronici, Esra, Nehemia Et Esther, Ex Recensione Textus Hebræi Et Versionum Antiquarum Latine Versi Notisque Philologicis Et Criticis Illustrati. Halle (Saale) 1784
- Psalmi, ex recensione textus Hebraei et versionum antiquarum Latine versi notisque philologicis et criticis illustrati. Halle (Saale), 1787 (Online)
- Jobus, Proverbia Salomonis, Ecclesiastes, Canticum Canticorum, ex recensione Textus Hebraei et versionum antiquarum Latine versi notisque philologicis et criticis illustrati. Halle (Saale), 1789;
- Opuscula ad Crisin et interpretationem Veteris Testamenti Spectantia. Leipzig, 1796 (Online) (Herausgeber E. F. C. Rosenmüller)